# Серый сурок
Серый, или алтайский, или горноазиатский сурок (лат. Marmota baibacina), — грызун рода сурков. Так же как и байбак, относится к группе bobak, объединяющей несколько близких видов евразийских сурков — степного, или байбака (Marmota bobak), собственно серого (Marmota baibacina), лесостепного (Marmota kastschenkoi) и монгольского, или тарбагана (Marmota sibirica).

## Внешний вид
Длина тела до 65 см, хвоста до 13 см. Внешне очень похож на байбака и тарбагана, но шерсть более длинная и мягкая, основной тон песочно-жёлтый, на спине с примесью чёрно-бурых волос, брюхо тёмное, рыжеватое, на голове тёмная «шапочка». Хвост сверху одного тона со спиной, снизу тёмный.

## Распространение
Распространён в горах Тянь-Шаня, Алтая. На западе ареал смыкается со степным сурком (Восточный Казахстан), на востоке — с монгольским сурком (восточный Алтай, Саяны). Северо-западные популяции, обитающие на юге Новосибирской, Кемеровской и Томской областей, выделены в начале 2000-х годов в отдельный вид — лесостепной сурок (Marmota kastschenkoi Stroganov et Yudin, 1956) на основании кариологических исследований. В 1934 году завезён на плато Гуниб в Дагестане, но практически истреблён там местным населением, в последние годы сведений об уцелевших зверьках не поступало.

## Образ жизни
Преимущественно горный вид. Норы очень сложные, с несколькими выходами и камерами. Серый сурок, по-видимому, больше, чем другие виды, нуждается в питании сочными растительными кормами: поедаются главным образом листья, цветки и молодые побеги. Животные корма поедаются постоянно, но в небольшом количестве. Суточная и сезонная активность сильно зависит от погодных условий и высоты местности. Обыкновенно сурок активен утром и вечером, но в предгорьях, где его часто беспокоят, активность сдвигается на ночное время.

## Размножение
Гон ранней весной. В выводке 2 — 4 детёныша. У серого сурка, как и у других видов этого рода, только один выводок в году.

## Хозяйственное значение
Мясо сурка съедобно, в горных районах Средней Азии он сохраняет промысловое значение. В предгорьях и на территории России сильно истреблён, охота запрещена. Местами является носителем чумы. В сельскохозяйственных угодьях он исчезает, поэтому посевам не вредит.